# Lavandulol
El lavandulol és un alcohol monoterpènic que es troba en una varietat d'olis essencials com l'oli essencial d'espígol. El terme fa referència a qualsevol dels dos enantiòmers. L'enantiòmer-(R) és natural i té una aroma descrita com "dèbil olor floral i a base d'herbes, amb un matís afruitat de cítrics fresc lleugerament llimona"; l'enantiòmer-(S) només té una olor dèbil.
El lavandulol i els seus èsters s'utilitzen a la indústria del perfum i s'han identificat com a feromones d'insectes.